# 蒂比·海德倫
蒂比·海德倫（英語：Tippi Hedren，1930年1月29日—），女，美國演員。

## 生平
蒂比·海德倫出生在美國明尼蘇達州新鳥爾姆（New Ulm），可能是在1935年。2004年，蒂比·海德倫證實她出生於1930年。
1963年，蒂比·海德倫演出希區考克執導電影《鳥》，也是處女作。
2018年，已高齡88歲的蒂比擔綱珠寶腕錶最新形象廣告短片主角，扮演神祕的占卜師。

## 作品
- 《鳥》（The Birds）